# George William Hill
George William Hill (3 de març de 1838 – 16 d'abril, de 1914), fou un astrònom i matemàtic nord-americà.
En Hill va néixer a Nova York, i es va traslladar amb la seva família a West Nyack quan tenia vuit anys. Després d'assistir a l'escola secundària, Hill es va graduar el 1859 per la Universitat Rutgers, on va ser deixeble de Theodore Strong. Des de 1861 va treballar a Cambridge, Massachusetts, al Nautical Almanac Office. El seu treball es va centrar en les matemàtiques que descriuen el problema dels tres cossos, plantejant la seva famosa teoria de l'Esfera de Hill, passant a estudiar amb posterioritat la pertorbació exercida pels planetes Júpiter i Saturn en l'òrbita de la Lluna al voltant de la Terra.
En George W. Hill, va arribar a president de la American Mathematical Society l'any 1894, i ocupà aquest càrrec durant dos anys. Va ser escollit membre de la Societat Reial d'Edimburg el 1908, així com de les acadèmies de Bèlgica (1909), Christiania (1910), Suècia (1913), entre d'altres.
En George W. Hill, va morir a West Nyack, Nova York.

## Honors
Els premis 
- Medalla d'or de la Reial Societat Astronòmica (1887)
- Damoiseau Prize de l'Institut de França (1898)
- Medalla Copley (1909)
- Medalla Bruce (1909)

En el seu honor van rebre el seu nom 
- El cràter Hill, a la Lluna
- L'asteroide (1642) Hill
- L'esfera de Hill
- Les regions de Hill